# Gehringia
Gehringia is een geslacht van kevers uit de familie van de loopkevers (Carabidae). De wetenschappelijke naam van het geslacht is voor het eerst geldig gepubliceerd in 1933 door Darlington.

## Soorten
Het geslacht Gehringia is monotypisch en omvat slechts de volgende soort:
- Gehringia olympica Darlington, 1933